# Fab Dorsum
Il Fab Dorsum è una struttura geologica della superficie di 152830 Dinkinesh.